# ورا کروز، سائو پائولو
ورا کروز (به پرتغالی: Vera Cruz) یک شهرستان در برزیل است که در ایالت سائو پائولو واقع شده‌است. ورا کروز ۱۰٬۹۹۷ نفر جمعیت دارد.